# Afroedura
Afroedura – rodzaj jaszczurek z rodziny gekonowatych (Gekkonidae).

## Zasięg występowania
Rodzaj obejmuje gatunki występujące w Afryce Południowej (Angola, Namibia, Zimbabwe, Mozambik, Eswatini, Lesotho i Południowa Afryka). 

## Systematyka

### Etymologia
Afroedura: łac. Afer, Afra „Afrykańczyk, afrykański”, od Africa „Afryka”; rodzaj Oedura J.E. Gray, 1842.

### Podział systematyczny
Do rodzaju należą następujące gatunki: 

- Afroedura africana (Boulenger, 1888)
- Afroedura amatolica (Hewitt, 1925)
- Afroedura bogerti Loveridge, 1944
- Afroedura broadleyi Jacobsen, Kuhn, Jackman & Bauer, 2014
- Afroedura donveae Branch, Schmitz, Lobón-Rovira, Baptista, António & Conradie, 2021
- Afroedura gorongosa Branch, Guyton, Schmitz, Barej, Naskrecki, Farooq, Verburgt & Rödel, 2017
- Afroedura granitica Jacobsen, Kuhn, Jackman & Bauer, 2014
- Afroedura haackei Onderstall, 1984
- Afroedura halli (Hewitt, 1935)
- Afroedura hawequensis Mouton & Mostert, 1985
- Afroedura karroica (Hewitt, 1925)
- Afroedura langi (Fitzsimons, 1930)
- Afroedura leoloensis Jacobsen, Kuhn, Jackman & Bauer, 2014
- Afroedura loveridgei Broadley, 1963
- Afroedura major Onderstall, 1984
- Afroedura maripi Jacobsen, Kuhn, Jackman & Bauer, 2014
- Afroedura marleyi (Fitzsimons, 1930)
- Afroedura multiporis (Hewitt, 1925)
- Afroedura namaquensis (Fitzsimons, 1938)
- Afroedura nivaria (Boulenger, 1894)
- Afroedura otjihipa Conradie, Schmitz, Lobón-Rovira, Becker, Vaz Pinto & Hauptfleisch, 2022
- Afroedura pienaari Jacobsen, Kuhn, Jackman & Bauer, 2014
- Afroedura pondolia (Hewitt, 1925)
- Afroedura pongola Jacobsen, Kuhn, Jackman & Bauer, 2014
- Afroedura praedicta Branch, Schmitz, Lobón-Rovira, Baptista, António & Conradie, 2021
- Afroedura pundomontana Conradie, Schmitz, Lobón-Rovira, Becker, Vaz Pinto & Hauptfleisch, 2022
- Afroedura rondavelica Jacobsen, Kuhn, Jackman & Bauer, 2014
- Afroedura rupestris Jacobsen, Kuhn, Jackman & Bauer, 2014
- Afroedura tembulica (Hewitt, 1926)
- Afroedura tirasensis Haacke, 1965
- Afroedura transvaalica (Hewitt, 1925)
- Afroedura vazpintorum Branch, Schmitz, Lobón-Rovira, Baptista, António & Conradie, 2021
- Afroedura waterbergensis Jacobsen, Kuhn, Jackman & Bauer, 2014
- Afroedura wulfhaackei Branch, Schmitz, Lobón-Rovira, Baptista, António & Conradie, 2021